# Ругалице и убице
Ругалице и убице је и српски кратки филм из 1994. године. Режирао га је Иван Стефановић, а сценарио је написао Ђорђе Милосављевић. Филм је по жанру хорор.

## Улоге
| Глумац         | Улога    |
| -------------- | -------- |
| Петар Краљ     | ујак     |
| Ана Софреновић | Катарина |
| Никола Ђуричко | Игор     |